# Amandiano (homem ilustre)

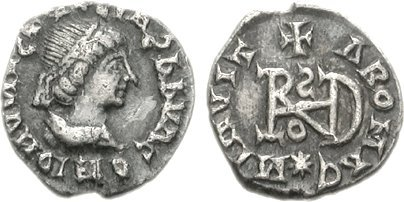
Síliqua de r.

Amandiano (em latim: Amandianus) foi um nobre romano do século V, ativo durante o reinado do monarca ostrogótico Teodorico, o Grande (r. 474–526). Um homem ilustre (vir illustris), é mencionado pela primeira vez em 494/495, quando alguns de seus atores (actores) queixaram-se que alguns homens sob autoridade deles haviam sido ordenados bispos na Itália. Gelásio I (r. 492–496) escreveu sobre a questão aos bispos de Aquerôntia e Terracina, na Campânia. É provável que Amandiano possuíssem estados nas imediações destas localidades.
Possivelmente este Amandiano pode ser identificado com aquele que indivíduo mencionado em 13 de maio de 495, quando compareceu, ao lado do homem espectável (vir spectabilis) Diogeniano, à Basílica de São Pedro durante uma assembleia de padres e bispos que ouviu os apelos de certo Miseno. Segundo a menção, Diogeniano era da classe homem espectável (vir spectabilis).